# Paco (película)
Paco es una película de género dramático argentina dirigida por Diego Rafecas y protagonizada por Tomás Fonzi, Norma Aleandro, Luis Luque, Esther Goris, Romina Ricci, Sofía Gala Castiglione y Juan Palomino. Fue estrenada el 18 de marzo de 2010.

## Argumento
La película juega con el doble significado de la palabra "Paco". Francisco Blank, cuyo apodo es “Paco” (Fonzi), sufre una sobredosis de la droga paco y es encontrado por la policía bonaerense, que lo lleva a la cárcel.
El vínculo de Paco con las drogas se origina en su situación familiar. Mientras se encuentra visitando el Congreso de la Nación, el impedimento de hablar con su madre (quien está concediendo entrevistas debido a la cercanía del período electoral) hace que el joven se acerque a Nora (Bogarín), una empleada de limpieza. Esta lo lleva a su casa, ubicada en una villa porteña y frente a una "cocina" de paco, un sitio donde se prepara la droga, un subproducto de los desechos de la cocaína. Ella es quien lo introduce al paco. Nora acaba con su vida luego que el paco la obliga a llegar a la prostitución para poder conseguir nuevas dosis.
Francisco comienza entonces a planear su venganza. Consigue una bomba en la ciudad de Johannesburgo, Sudáfrica, mediante un trueque por ladrillos de cocaína. Utiliza la bomba para volar la "cocina". A raíz del hecho mueren varias personas, tanto inocentes como narcotraficantes. El joven, físico nuclear de profesión, es indicado como el responsable de causar la explosión y es encarcelado.
Su madre, Ingrid Blank (Goris), es una senadora del Congreso de la Nación Argentina que pasa de las preocupaciones de la vida política a ver a su único hijo encarcelado y acusado de terrorista, mientras los medios de comunicación lo vinculan al Narcotráfico. Ante esta situación decide utilizar su poder político y pedir rápidamente ayuda en casas y granjas de recuperación para adictos. De esta forma llega a la casa de Nina (Norma Aleandro), quien convive con Juanjo (Luis Luque). Allí Paco encontrará otros personajes recuperándose de sus adicciones a distintas drogas.
En el internado concurren a reuniones grupales en las que hablan sobre las posibles causas que los llevaron a consumir. Luego de un tiempo, y superada la necesidad incipiente de consumo, los ahora ex adictos comienzan una nueva etapa, la ambulatoria, en la que deben volver a insertarse en la sociedad.

## Reparto
- Tomás Fonzi como Francisco Blank (Paco).
- Norma Aleandro como Nina.
- Esther Goris como Ingrid Blank.
- Romina Ricci como	Yamila.
- Roberto Vallejos como Dany.
- Sebastián Cantoni como Pedro.
- Willy Lemos como Susú.
- Sofía Gala Castiglione como Belén.
- Leonora Balcarce como Yari.
- Guillermo Pfening como Nacho.
- Luis Luque como Juanjo.
- Lucrecia Blanco como Majo.
- Salo Pasik como Julián.
- Juan Palomino como Indio.
- Valeria Medina como Flor.
- Charo Bogarín como Nora.
- Gabriel Corrado como Raúl Blank.
- Nelson Castro como Periodista.
- Claudio Rissi como Alvarez
- Norma Argentina como madre de Nora
- Nilda Raggi como lucy

## Producción
El filme se realizó en las provincias de San Luis y Buenos Aires; con algunas escenas grabadas en Johannesburgo, Sudáfrica. El rodaje llevó siete semanas y fue realizado con un equipo de producción totalmente argentino.

## Temas
Paco describe la problemática de la droga (cocaína, metanfetaminas y otras drogas en general) y las consecuencias que conlleva tanto en la vida común como en la política,
Según el director, su contenido es en parte autobiográfico. Rafecas fue adicto a las drogas y, a los 19 años de edad estuvo internado en el Programa Andrés. Tenía una amiga en la situación de Nora y es hermano de un juez de Argentina.
Según Rafecas la película más que un documental es un “drama social” que refleja la realidad y constituye una denuncia, pues Argentina carece de políticas contra el paco, como anunció en la Semana Internacional de Cine de Valladolid
Fonzi, Aleandro y Goris, entre otros protagonistas de Paco, apoyaron este pensamiento del director, utilizando su participación en el filme para criticar el hecho que en Argentina no hay atención a los adictos y la persecución a los traficantes es escasa.

## Recepción
P.O.S. en Clarín dijo:

«… un equipo técnico envidiable….buenos intérpretes…(pero)…hay tantas subtramas o personajes que empiezan con fuerza y terminan siendo casi episódicos… que el espectador siente ya cuando promedian las más de dos horas de proyección que depositó tal vez demasiado interés en una historia que no ha de crecer….No son las imágenes "fuertes" … las que generan distanciamiento con el espectador, sino algunos diálogos explicativos… donde el filme…no termina de encender el entusiasmo.»

Adolfo C. Martínez en La Nación opinó:

« Sin caer en el melodrama ni convertirse en una simple moraleja, el director Diego Rafecas logró pintar un cuadro de gran tensión. Contó también con una producción de indudable jerarquía -la fotografía de Marcelo Iaccarino es de notables y exactas tonalidades, la música aportó el exacto clima y la dirección de arte, debida a Coca Oderigo, impuso el requerido escenario para la historia-, y con todos estos elementos supo elaborar un relato que si por momentos cae en algunos diálogos forzados y en reiteración de situaciones, nunca pierde de vista la emoción y la ternura que emanan de una temática tan actual como destructiva para la juventud.
El elenco se unió también a estas bondades, ya que tanto Tomás Fonzi como Norma Aleandro y Esther Goris supieron elaborar con enorme oficio y emoción a sus respectivos personajes.»

El sitio de internet IMDb la calificó con 5.9 sobre 10.
El estreno mundial de Paco se produjo en la Semana Internacional de Cine de Valladolid (España), en la que fue acogida con aplausos. Las crónicas internacionales dicen que su dura temática y la calidad de las actuaciones impactaron a los asistentes. Según Variety Report "Paco fue recibida con calurosos aplausos sostenidos, una rareza en Valladolid. Parece una candidata a tomar el más alto premio de Oro en Valladolid."

## Destacada
Paco fue la única película argentina que participó en la "Competencia Oficial" del Seminci de 2010, junto a las últimas realizaciones de otros directores, como Steven Soderbergh con "The Girlfriend Experience"; y el británico Ken Loach con el filme "Looking for Eric" ("Buscando a Eric"). [cita requerida] Además, la película fue declara de "Interés cultural" por la Legislatura de la Ciudad Autónoma de Buenos Aires, el 8 de abril de 2010.

## Banda sonora
La banda sonora original contó con reconocidos músicos argentinos. El DVD contiene la banda sonora completa, más el video musical y backstage de la canción "Tranzan" de Intoxicados, banda liderada por Pity Álvarez.

### Lista de canciones
1. "Monte" - Tonolec
2. "Formidable" - Babasónicos
3. "The Way You Dream"
4. "Canción de cuna" - Tonolec
5. "Belicem" - Babasónicos
6. "Dopenmen" - Peperina en Llamas
7. "Dormilera" - Tonolec
8. "Transan" - Intoxicados
9. "Fiesta" - Babasónicos
10. "Belén" - Babasónicos
11. "Fuga de mi" - Babasónicos
12. "Heroinomana" - Babasónicos
13. "Monte mix" - Tonolec
14. "Morfina" - Babasónicos
15. "Monstrito" - Peperina en Llamas
16. "Suicidio" - Babasónicos
17. "Ustedes" - Babasónicos